# Un homme et une femme
Un homme et une femme (bra: Um Homem, Uma Mulher; prt: Um Homem e Uma Mulher) é um romance cinematográfico francês de 1966, dirigido por Claude Lelouch. No Brasil, foi o filme clássico selecionado pelo Festival Varilux de Cinema Francês para ser apresentado em 2016.

## Sinopse
O piloto de corridas Jean-Louis Duroc e Anne Gauthier, dois viúvos recentes, encontram-se por acaso quando visitam seus respectivos filhos num colégio interno, e isso se repete todos os finais de semana. Um dia, Anne perde o trem e Jean-Louis oferece-lhe uma carona de volta a Paris e eles acabam tornando-se amigos e, finalmente, apaixonados, mas percebem que as lembranças dos cônjuges falecidos ainda são muito fortes.

## Elenco
- Anouk Aimée ........... Anne Gauthier
- Jean-Louis Trintignant ...... Jean-Louis Duroc
- Pierre Barouh ............. Pierre Gautier
- Valérie Lagrange .......... Valerie Duroc
- Antoine Sire .............. Antoine Duroc
- Souad Amidou .............. Françoise Gauthier
- Henri Chemin................Co-piloto de Jean-Louis
- Yane Barry..................Amante de Jean-Louis

## Produção
O diretor utilizou a cor para localizar os espectadores no tempo: o colorido representa as lembranças e, o preto e branco, o momento presente.
Em 1986, Claude Lelouch filmou uma sequência, Um homem, uma mulher: 20 anos depois, repetindo o par central com Anouk Aimée e Jean-Louis Trintignant, Antoine Sire, assim como o roteirista Pierre Uytterhoeven e o compositor musical Francis Lai.

## Trilha sonora
A trilha sonora realizada por Lai conta com uma composição de Vinícius de Moraes e Baden Powell.
1. Un Homme et une femme de Francis Lai - Maurice Vender e orquestra
2. Samba Saravah de Baden Powell - Vinicius de Moraes - Pierre Barouh
3. Aujoud'hui c'est toi por Nicole Croisille
4. Un Homme et une femme por Nicole Croisille e Pierre Barouh
5. Plus fort que nous de Francis Lai - Ivan Julien e orquestra
6. Aujoud'hui c'est toi de Francis Lai - Ivan Julien e orquestra
7. A L'ombre de nous por Pierre Barouh
8. Plus fort que nous por Nicole Croisille e Pierre Barouh
9. A 200 a L'heure de Francis Lai - Maurice Vender e orquestra[4]

## Principais prêmios e indicações
- Oscar 1967 (EUA)
- Venceu nas categorias de melhor filme estrangeiro e melhor roteiro original.
- Indicado nas categorias de melhor atriz (Anouk Aimée) e melhor diretor.
- BAFTA 1968 (Reino Unido)
- Venceu na categoria de melhor atriz estrangeira (Anouk Aimée).
- Indicado na categoria de melhor filme de qualquer origem.
- Festival de Cannes 1966 (França)
- Ganhou a Palma de Ouro e o Prêmio OCIC.
- Globo de Ouro 1967 (EUA)
- Venceu nas categorias de melhor filme estrangeiro e melhor atriz de cinema - drama (Anouk Aimée).
- Indicado nas categorias de melhor diretor de cinema, melhor trilha sonora e melhor canção para cinema (A Man and a Woman).